# Джузеппе Корраді
Джузеппе Корраді (італ. Giuseppe Corradi, нар. 6 липня 1932, Модена — пом. 21 липня 2002, Ланцо-Торинезе) — італійський футболіст, що грав на позиції захисника. По завершенні ігрової кар'єри — футбольний тренер.
Виступав, зокрема, за клуб «Ювентус», а також національну збірну Італії.

## Клубна кар'єра
Народився 6 липня 1932 року в місті Модена. Вихованець футбольної школи клубу «Модена». Дорослу футбольну кар'єру розпочав 1949 року в основній команді того ж клубу, в якій провів два сезони, взявши участь у 43 матчах чемпіонату.
Своєю грою за цю команду привернув увагу представників тренерського штабу клубу «Ювентус», до складу якого приєднався влітку 1951 року. В першому ж сезоні Джузеппе з командою став чемпіоном Італії, а у сезоні 1957/58 повторив цей успіх. У наступному сезоні 1958/59 Корраді зі «старою сеньйорою» ставав володарем Кубка Італії, після чого перейшов до «Дженоа», де провів по сезону у Серії А і Серії В.
Після цього у 1961–1964 роках виступав за «Мантову» у Серії А.
Завершив професійну ігрову кар'єру у нижчолігових клубах «Івреа» (Серія С) і «Марсала» (Серія D), за які виступав протягом 1964—1966 років.

## Виступи за збірну
16 липня 1952 року дебютував в офіційних матчах у складі національної збірної Італії в рамках футбольного турніру на Олімпійських іграх 1952 року у Гельсінкі, розгромивши збірну США (0:8). Протягом кар'єри у національній команді, яка тривала 7 років, провів у формі головної команди країни лише 8 матчів.

## Кар'єра тренера
Після роботи граючим тренером у «Марсалі», Корраді очолював нижчолігові клуби «Піза», «Лечче» та «Спецію», проте значних результатів не досягнув.
Останнім місцем тренерської роботи був клуб «Піза», головним тренером команди якого Джузеппе Корраді був до 1978 року.
Помер 21 липня 2002 року на 71-му році життя у місті Ланцо-Торинезе.
| Дата       | Місто     | Господарі         | Результат | Гості      | Турнір                             | Голи | Примітки |
| ---------- | --------- | ----------------- | --------- | ---------- | ---------------------------------- | ---- | -------- |
| 16/07/1952 | Тампере   | США               | 0 – 8     | Італія     | ОІ 1952                            | -    |          |
| 21/07/1952 | Гельсінкі | Угорщина          | 3 – 0     | Італія     | ОІ 1952                            | -    |          |
| 28/12/1952 | Палермо   | Італія            | 2 – 0     | Швейцарія  | Кубок Центральної Європи 1948—1953 | -    |          |
| 04/12/1957 | Белфаст   | Північна Ірландія | 2 – 2     | Італія     | товариський матч                   | -    |          |
| 22/12/1957 | Мілан     | Італія            | 3 – 0     | Португалія | Відбір до ЧС 1958                  | -    |          |
| 15/01/1958 | Белфаст   | Північна Ірландія | 2 – 1     | Італія     | Відбір до ЧС 1958                  | -    |          |
| 23/03/1958 | Відень    | Австрія           | 3 – 2     | Італія     | Кубок Центральної Європи 1955—1960 | -    |          |
| 09/11/1958 | Париж     | Франція           | 2 – 2     | Італія     | товариський матч                   | -    |          |
| Усього     |           | Матчів            | 8         |            | Голів                              | 0    |          |

## Титули і досягнення
- Чемпіон Італії (2):

«Ювентус»: 1951–52, 1957–58
- Володар Кубка Італії (1):

«Ювентус»: 1958–59